# 巴桑 (政治人物)
巴桑（藏語：དཔལ་བཟང་，威利转写：dpal bzang；1937年3月—），女，藏族，西藏自治区山南地区贡嘎县人，中华人民共和国政治人物。

## 生平
巴桑生在贡嘎县的一个奴隶家庭，父母为她起名“格桑”（意为“吉祥”）。她自幼便到拉萨，在贵族档巴森行家当奴隶。她回忆说：“那完全是把我们当作会说话的牲口，会说话的工具，不当人看待，那个时候确实是没有人权可言。”由于不堪忍受这种虐待，她几次面对拉萨河都曾想过投河自尽，但念及多年未谋面的留在山南家乡当奴隶的父亲、姐姐及两位弟弟，她又回到主人家。不久，巴桑听说中国人民解放军已到拉萨，解放军对穷人好，并且听说有些奴隶已经逃跑去找解放军。巴桑回忆说：“56年藏历7月份，第二天是过‘档巴农布节’，头一天晚上天黑的时候叫我到屠宰场去提肉，因为过节要请好多客人。提肉的时候只有牛肉，没有羊肉，我回来以后就给小姐报告，我说只有牛肉，没有羊肉，她就把我带到房间里有个仓库套间，把我带到里边以后就把我打了一顿，我当场昏了过去。当我醒过来的时候呢，天已经黑了，她也走了，门还开着，那天晚上我就跑了。”
逃离主人家后，她决定改名，以逃避主人的追捕。巴桑回忆说：“改名叫什么呢？我就一边走，就是青藏公路这个方向走，一边想叫什么名字，结果走得已经是晚上了，走着走着，我就突然看见了天上的星星，最亮的星星藏语讲嘎玛巴桑，就是金星，所以我就想就叫巴桑，名字是这么改的，从此以后，格桑就改成了巴桑。”
此后，她找到了中国人民解放军，接触到了外界。但因不识字，她遇到许多困难。巴桑遂向组织提出要学习文化，组织上同意将她送到藏干校学习。巴桑说：“在藏干校呢没学什么东西，那时以达赖为首的噶厦政府上层反动集团反对在西藏办学培养民族干部，所以他就派一些人在那儿破坏，天天去学校打架根本学不成，所以中央决定在内地办校培养藏族干部。”
1957年，她被送到中国内地学习。1957年6月至1959年5月，她在西藏公学学习。中专学历。1959年5月加入中国共产党。本来学制6年，结果1959年藏区骚乱发生，巴桑被派回西藏山南的家乡参加西藏民主改革，在乃东县参加了民主改革复查。1959年5月起，担任西藏乃东县亚堆区干部。1960年至1962年2月，担任朗县干部。1962年2月至1965年7月，担任西藏朗县妇联副主任、主任。
1965年7月至1968年8月，任西藏自治区朗县副县长。1968年8月至1971年8月，任西藏自治区朗县革命委员会主任、西藏自治区革命委员会副主任。1971年8月至1985年11月，任中共西藏自治区委书记（1985年以前设有第一书记）、西藏自治区革命委员会副主任、西藏自治区人民政府副主席。其间，1980年12月至1982年12月，在中央民族学院学习。1985年11月至1993年1月，任中共西藏自治区委副书记、中共西藏自治区纪律检查委员会书记。1993年1月至1994年11月，任中共西藏自治区委副书记、中共西藏自治区纪律检查委员会书记、西藏自治区政协党组书记、副主席。其间，1994年4月明确为西藏自治区人民政府主席级待遇。1994年11月至1998年9月，任中共西藏自治区委副书记、西藏自治区政协党组书记、副主席。1998年9月起，担任中共西藏自治区委副书记、西藏自治区政协党组书记、副主席、全国妇联副主席。
她是中国共产党第九届中央候补委员，第十、十一、十二届中央委员，在中共十三大、中共十四大上当选为中纪委委员。她还是第四、五届全国人大常委会委员。 